# Schloss Friedeburg (Saale)
Das Schloss Friedeburg (auch Burg Friedeburg) liegt im nach ihm benannten Ort Friedeburg in der Stadt Gerbstedt im Landkreis Mansfeld-Südharz in Sachsen-Anhalt. Es entstand durch einen schlossartigen Umbau beziehungsweise eine Erweiterung einer vorbestehenden mittelalterlichen Burg. Die Anlage ist unter der Beschreibung „Schloss Friedeburg, Burg Friedeburg“ im Denkmalverzeichnis des Landes Sachsen-Anhalt als Kulturdenkmal ausgewiesen.

## Geschichte
Eine erste urkundliche Erwähnung fand Friedeburg, als ein Ulrich von Polleben, ein Bruder des Grafen Hoyer IV. von Mansfeld, vor dem Jahr 1189 dieses durch eine Heirat erwarb. Mehrere Generationen der Friedeburger Linie der Grafen von Mansfeld lebten in „Vredeberg“. Die Burg dürfte zu dieser Zeit bestanden haben.
Burchard III. von Querfurt erwarb Friedeburg zusammen mit Polleben 1264 und 1266. Keine zwanzig Jahre später, 1280, vergab der Halberstädter Bischof Volrad Friedeburg als Lehen an die Edlen von Hadmersleben, die seither „comites in Vredeberghe“, also Grafen von Friedeberg, genannt wurden. 1272 wird Hoyer von Vredeberg auf dem nach ihm benannten Schloss Hoyerswerda erwähnt. 1316 wechselte unter Bischof Albrecht I. die Lehnshoheit von Halberstadt zum Erzbistum Magdeburg. Magdeburg verpfändete Friedeburg häufig an unterschiedliche Geldgeber.
Im Jahr 1442 wurde die gesamte Herrschaft Friedeburg für die Summe von 14.000 Schock meißnischen Geldes wiederum an die Grafen von Mansfeld verkauft und im darauf folgenden Jahr die Burg vom halleschen Stadthauptmann Henning Strobart in kriegerischer Handlung eingenommen. Strobart kämpfte im Auftrag Halles und Magdeburgs gegen Erzbischof Günther II. Die Mansfelder Grafen behielten Friedeburg bis 1780. Sie verpfändeten die Herrschaft im 16. und 17. Jahrhundert an Adelsfamilien, darunter die Pentz und Alvensleben. Ab 1595 war die Linie von Mansfeld-Vorderort-Bornstedt Besitzer der Burg beziehungsweise des Schlosses. Im Dreißigjährigen Krieg wurde das Schloss 1630 von magdeburgischen Truppen des erzbischöflichen Administrators Christian Wilhelm geplündert und blieb in der Folge zunächst verwaist. Noch im Jahr 1642 war Friedeburg ohne Bewohner. Jedoch wurde das Schloss bis 1670 durch die Amtspächter teilweise wieder aufgebaut. Zu den Pächtern gehörten ab 1732 auch Vater und Onkel von Friedrich Gottlieb Klopstock, der von 1732 bis zur Aufgabe der Pacht 1736 hier einige Kindheitsjahre verbrachte. Unterhalb des Schlosses wurde im 19. Jahrhundert ein Gutshaus im Tudorstil erbaut, das heute Ruine ist.
Sitz der Domänenpächter blieb das Schloss bis nach dem Zweiten Weltkrieg. In der DDR wurde aus dem preußischen Staatsgut das Volkseigene Gut (VEG) Tierzucht Friedeburg gebildet. Nach der Wende wurde das Schloss in private Hand verkauft.

## Anlage

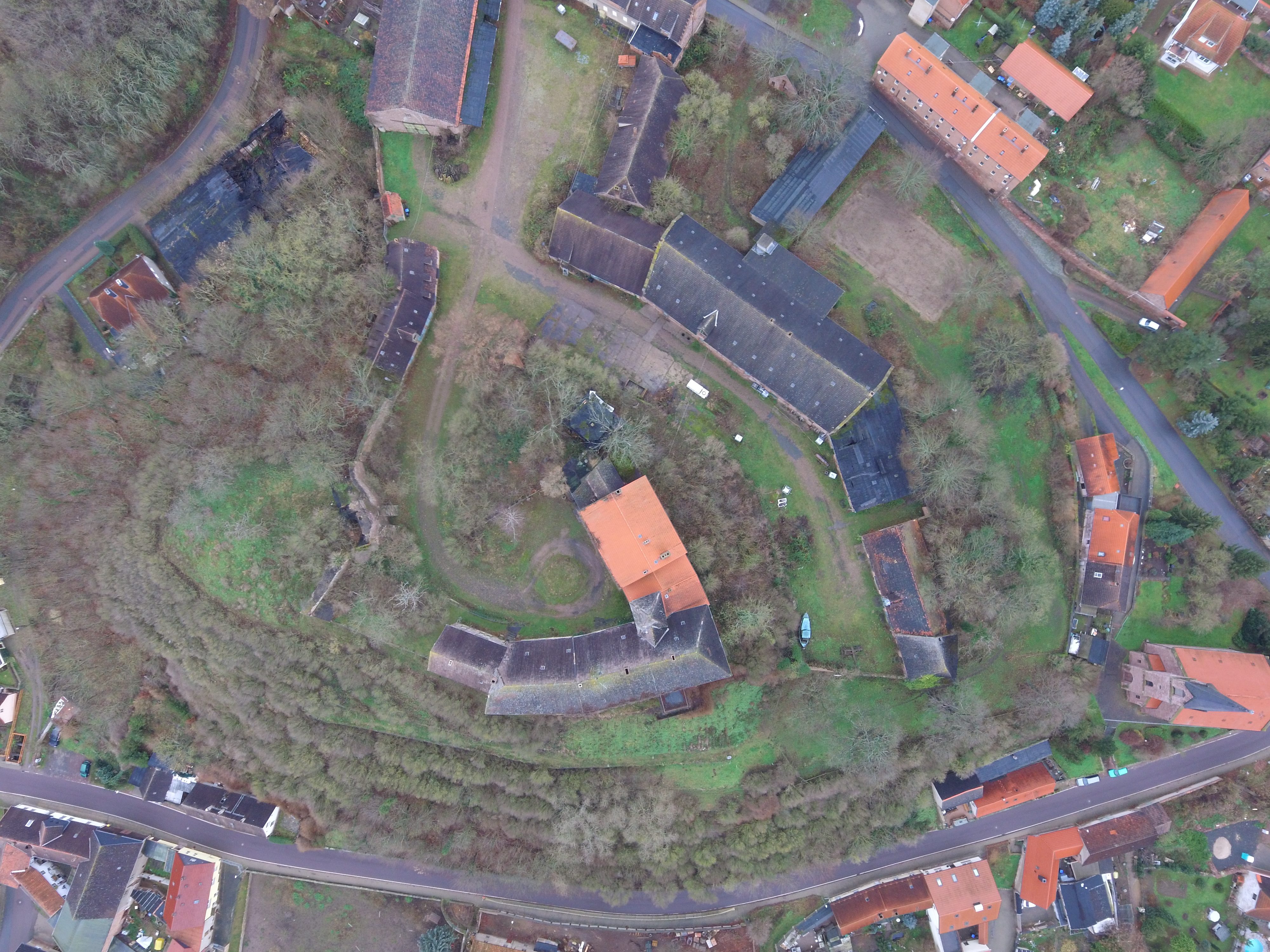
Draufsicht auf Schloss Friedeburg

Die Friedeburg wurde etwa 35 Meter über der Aue nahe der Saale als Höhenburg errichtet. Nach Süden zum Hang des Schlossbergs hin befindet sich das Hauptgebäude. Dieses ist unverputzt und zweistöckig. Zwei Ausluchten mit Terrassen kragen aus der Fassade. Die Fenster sind schlichte Rechteckfenster und das Dach ist ohne weitere Gliederung und mit Ziegeln eingedeckt. Weitere Gebäude und Gebäudeteile stehen um den inneren und einen äußeren Schlosshof in etwa dreieckigem Grundriss.